# Appletreewick
Appletreewick är en ort och civil parish i Storbritannien.   Den ligger i grevskapet North Yorkshire och riksdelen England, i den centrala delen av landet, 300 km norr om huvudstaden London. Appletreewick ligger 165 meter över havet och antalet invånare är 234.
Terrängen runt Appletreewick är huvudsakligen kuperad, men åt nordost är den platt. Appletreewick ligger nere i en dal.Runt Appletreewick är det tätbefolkat, med 709 invånare per kvadratkilometer. Närmaste större samhälle är Keighley, 18,8 km söder om Appletreewick. Trakten runt Appletreewick består i huvudsak av gräsmarker.